# Chris Hunter
Christopher Edmond "Chris" Hunter (nacido el 7 de julio de 1984 en Gary, Indiana) es un exjugador de baloncesto estadounidense que fue profesional durante siete temporadas. Con 2,11 metros de altura, jugaba en las posiciones de ala-pívot y pívot. Actualmente ejerce como Director de Operaciones de Baloncesto en la Universidad de Míchigan.

## Trayectoria deportiva

### Universidad
Procedente del Instituto Gary West Side, Hunter jugó durante cuatro temporadas en los Wolverines de la Universidad de Míchigan como ala-pívot. Su mejor temporada en el equipo fue la tercera, promediando 9.3 puntos y 3.4 rebotes en 23 partidos.

### Profesional

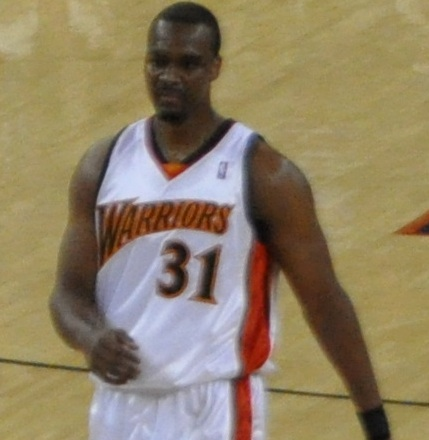
Hunter, con los Warriors.

Tras cumplir su etapa universitaria y no conseguir un hueco en el Draft de la NBA, Hunter se marchó a jugar al AZS Koszalin de Polonia, donde militó la temporada 2006-07. En su estancia en la liga polaca disputó 35 partidos y firmó 13.6 puntos y 7.9 rebotes por encuentro. Al año siguiente probó fortuna en el Leuven ABB Spotter de Bélgica. Antes de que diera comienzo la temporada 2008-09, Hunter fichó por Fort Wayne Mad Ants de la NBA Development League, con los que promedió 19.3 puntos, 9.4 rebotes y 1.2 tapones en 47 partidos, y fue incluido en el segundo mejor quinteto de la liga. El 14 de abril de 2009 firmó con New York Knicks, apareciendo en dos partidos de pretemporada antes de ser cortado el 22 de octubre. El 20 de noviembre, Hunter fichó por Golden State Warriors.